# Кано (река)
Кано (яп. 狩野川 каногава) — река в Японии на острове Хонсю. Протекает по территории префектуры Сидзуока.
Исток реки находится в горах Амаги (天城山系), на территории посёлка Амагиюгасима. Она протекает по центральной части полуострова Идзу, включая равнину Тагата, и впадает в залив Суруга Тихого океана в городе Нумадзу. Основными притоками являются Оми, Райко, Дайба, Каки и Кисе.
Длина реки составляет 46 км, на территории её бассейна (852 км²) проживает около 640 000 человек. Согласно японской классификации, Кано является рекой первого класса.
Среднегодовая норма осадков в верховьях реки составляет около 3000 мм.
В XX веке катастрофические наводнения происходили в 1958, 1959 и 1961 годах. Во время наводнения 1958 года 684 человека погибло и 169 пропало без вести, всего пострадало более 5000 домов.